# Edwin Landseer
Sir Edwin Henry Landseer (7. března 1802 Londýn – 1. října 1873 tamtéž) byl anglický krajinář, malíř zvířat a sochař ve stylu romantismu a naturalismu. Landseer maloval hlavně zvířecí motivy a skotské krajiny. Jeho nejznámější sochařskou prací jsou sochy lvů na soklu Nelsonovy sochy na Trafalgarském náměstí v Londýně.

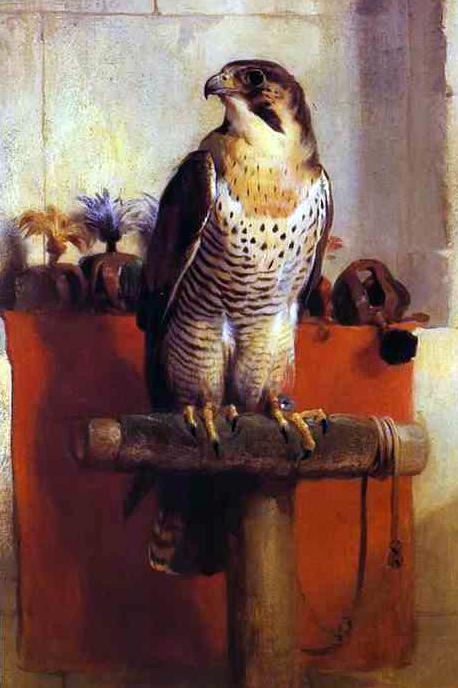
Falcon, 1837
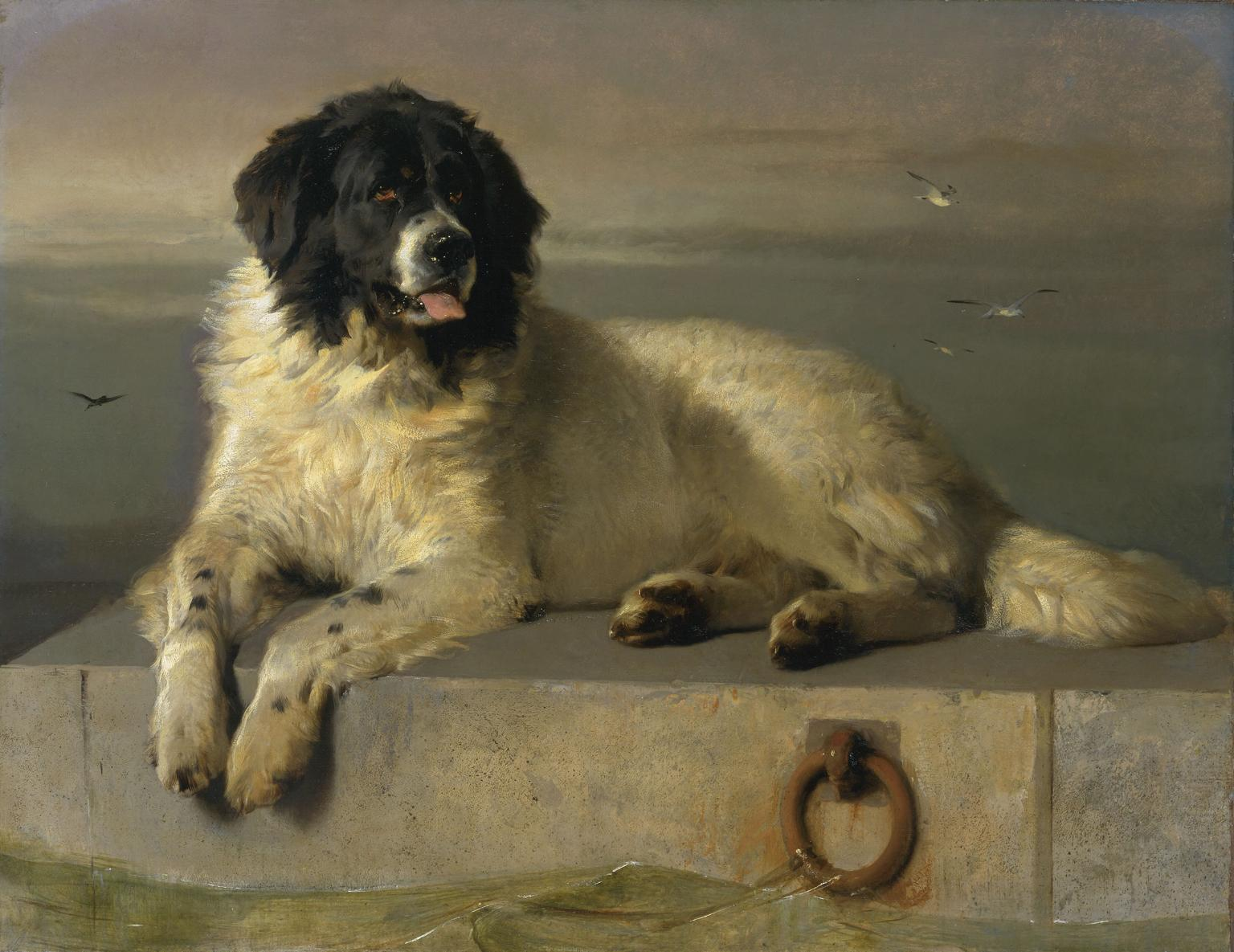
A Distinguished Member of the Humane Society, 1838
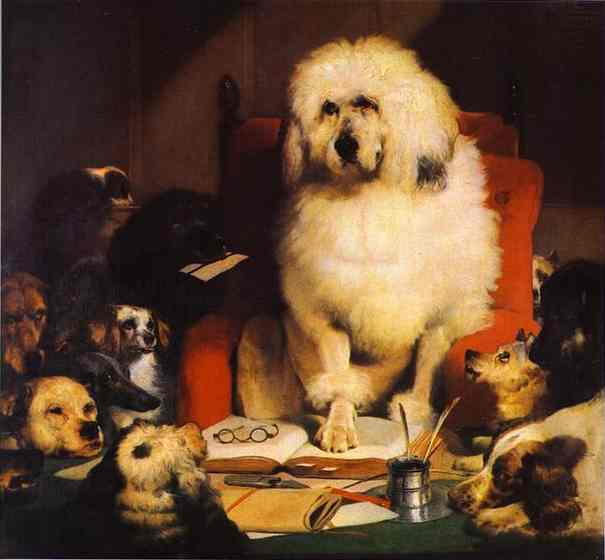
Trial by Jury, 1840
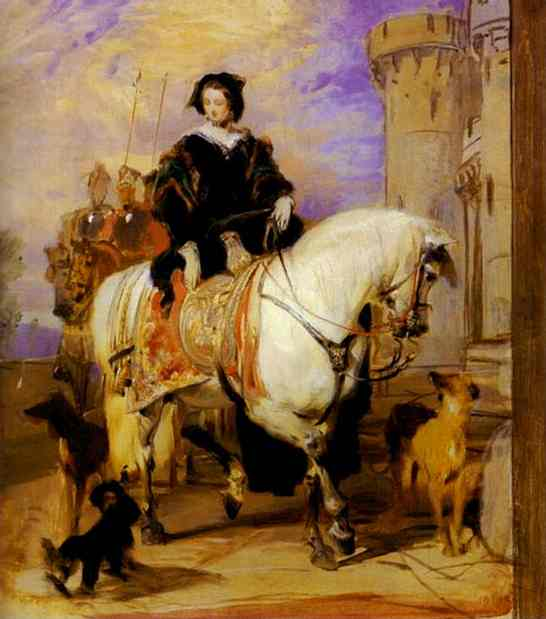
Queen Victoria on Horseback, kolem 1840
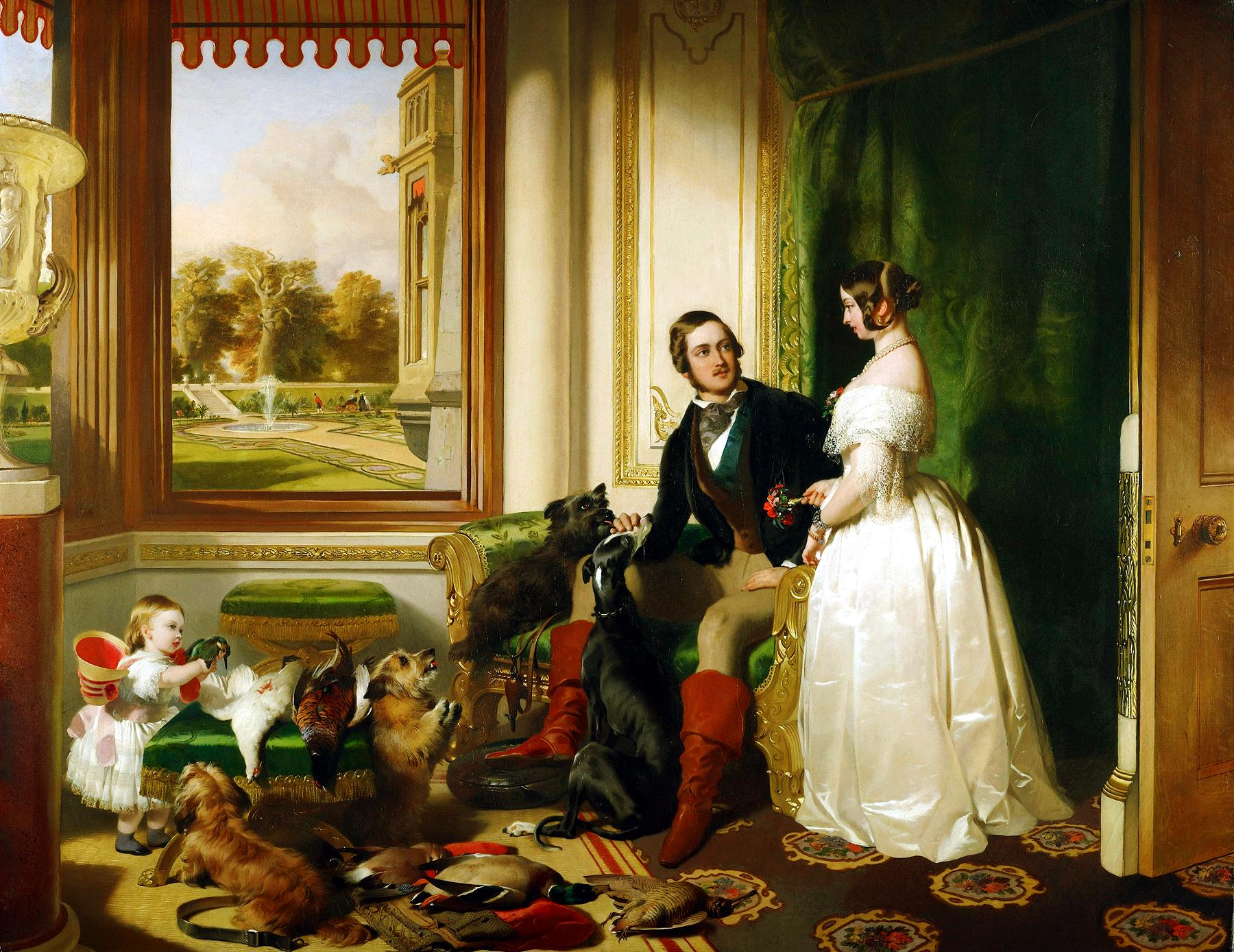
Windsor Castle in Modern Times, 1841–1845
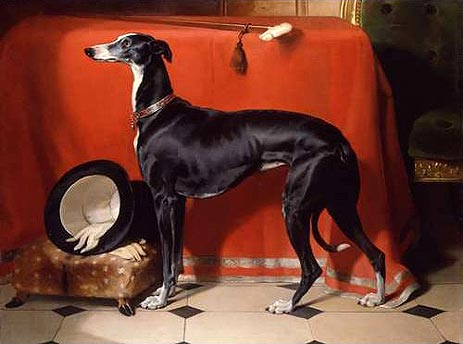
Eos, A Favorite Greyhound of Prince Albert, 1841
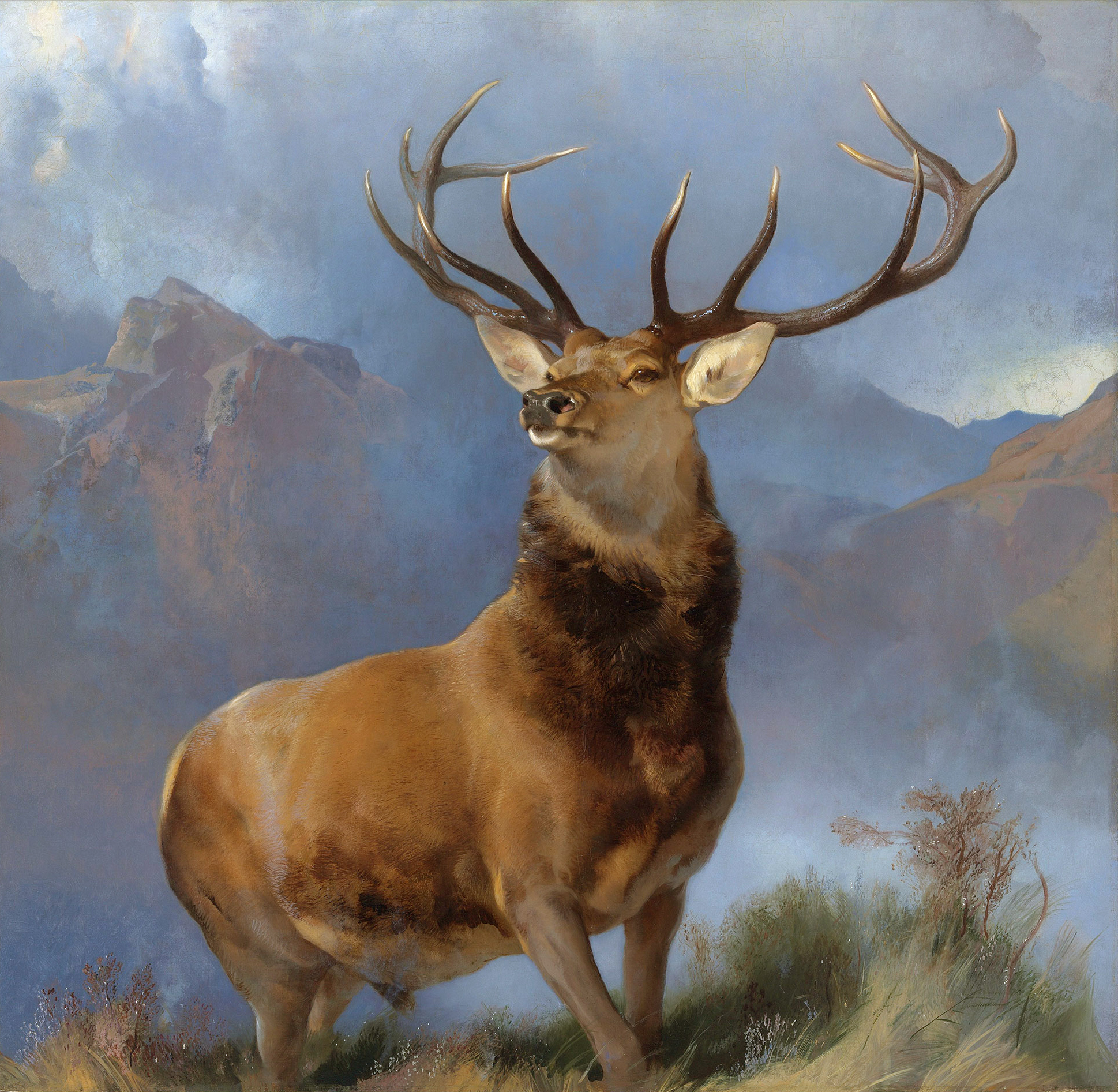
Monarch of the Glen, 1851
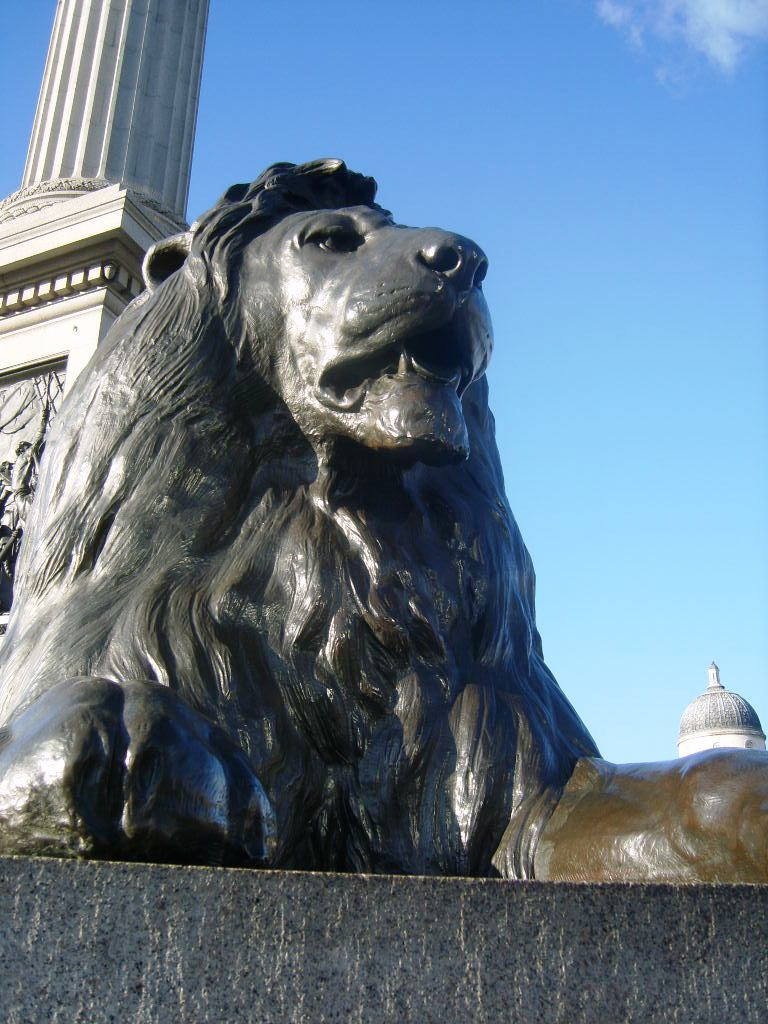
Jeden z lvů na Trafalgarském náměstí, 1866